# 2014-15 no futebol português
Em 2014–15 no futebol português, o SL Benfica ganhou novamente o campeonato, a Taça da Liga e a Supertaça Cândido de Oliveira. A Taça de Portugal ficou para o Sporting, enquanto que a Segunda Liga foi vencida pelo Tondela.

## Títulos
- Primeira Liga: Benfica
- Segunda Liga: Tondela
- Taça de Portugal: Sporting
- Taça da Liga: Benfica
- Supertaça Cândido de Oliveira: Benfica

## Classificações

### Segunda Liga
| #  | Equipa               | J  | V  | E  | D  | GP | GC | SG  | Pts | Classificação                                             |
| -- | -------------------- | -- | -- | -- | -- | -- | -- | --- | --- | --------------------------------------------------------- |
| 1  | Tondela              | 46 | 21 | 18 | 7  | 67 | 51 | +16 | 81  | Promovido à Primeira Liga de 2015–16                      |
| 2  | União da Madeira     | 46 | 22 | 14 | 10 | 69 | 39 | +30 | 80  | Promovido à Primeira Liga de 2015–16                      |
| 3  | Desportivo de Chaves | 46 | 20 | 20 | 6  | 68 | 45 | +23 | 80  |                                                           |
| 4  | Sporting da Covilhã  | 46 | 23 | 11 | 12 | 78 | 46 | +32 | 80  |                                                           |
| 5  | Sporting CP B        | 46 | 22 | 12 | 12 | 66 | 57 | +9  | 78  |                                                           |
| 6  | Benfica B            | 46 | 22 | 11 | 13 | 81 | 60 | +21 | 77  |                                                           |
| 7  | Feirense             | 46 | 21 | 12 | 13 | 61 | 51 | +10 | 75  |                                                           |
| 8  | SC Freamunde         | 46 | 18 | 17 | 11 | 48 | 32 | +16 | 71  |                                                           |
| 9  | V. Guimarães B       | 46 | 19 | 8  | 19 | 71 | 57 | +14 | 65  |                                                           |
| 10 | Beira-Mar            | 46 | 16 | 15 | 15 | 55 | 48 | +7  | 63  |                                                           |
| 11 | Farense              | 46 | 16 | 14 | 16 | 51 | 54 | −3  | 62  |                                                           |
| 12 | Académico de Viseu   | 46 | 17 | 11 | 18 | 55 | 56 | −1  | 62  |                                                           |
| 13 | Porto B              | 46 | 17 | 10 | 19 | 66 | 64 | +2  | 61  |                                                           |
| 14 | Portimonense         | 46 | 15 | 15 | 16 | 56 | 62 | −6  | 60  |                                                           |
| 15 | Oriental             | 46 | 15 | 13 | 18 | 47 | 59 | −12 | 58  |                                                           |
| 16 | Olhanense            | 46 | 13 | 16 | 17 | 51 | 56 | −5  | 55  |                                                           |
| 17 | Oliveirense          | 46 | 14 | 13 | 19 | 50 | 67 | −17 | 55  |                                                           |
| 18 | Desportivo das Aves  | 46 | 12 | 17 | 17 | 52 | 58 | −6  | 53  |                                                           |
| 19 | Santa Clara          | 46 | 10 | 21 | 15 | 33 | 42 | −9  | 51  |                                                           |
| 20 | Leixões              | 46 | 13 | 11 | 22 | 53 | 67 | −14 | 50  |                                                           |
| 21 | Sp.Braga B           | 46 | 12 | 15 | 19 | 48 | 62 | −14 | 49  |                                                           |
| 22 | Atlético CP          | 46 | 11 | 14 | 21 | 56 | 70 | −14 | 47  | Rebaixado para Campeonato Nacional de Seniores de 2015–16 |
| 23 | Marítimo B           | 46 | 10 | 11 | 25 | 37 | 67 | −30 | 41  | Rebaixado para Campeonato Nacional de Seniores de 2015–16 |
| 24 | Trofense             | 46 | 9  | 9  | 28 | 35 | 81 | −46 | 36  | Rebaixado para Campeonato Nacional de Seniores de 2015–16 |

### Campeonato Nacional de Seniores
- Equipas promovidas à II liga: Mafra (campeão), Famalicão (vice-campeão) e Varzim (3º classificado)